# 香坂茉里
香坂 茉里（こうさか まつり）は、日本のフリーライター。

## 書籍
告白シリーズ
- 告白予行練習 サマーセッション2021
- 告白予行練習 乙女どもよ。
- 告白予行練習 サマーセッション
- 告白予行練習 ヒロイン育成計画
- 告白予行練習 ノンファンタジー
- 告白予行練習 大嫌いなはずだった
- 告白予行練習 僕が名前を呼ぶ日
- 告白予行練習 ハートの主張
- 告白予行練習 イジワルな出会い
- 告白予行練習 恋色に咲け（藤谷燈子、香坂茉里）
- 告白実行委員会 ファンタジアLOVE&KISS
- 告白実行委員会 アイドルシリーズロメオ
- ずっと前から好きでした〜告白実行委員会〜

その他
- 小説版 であいもん〜雪下に春を待つ〜
- 小説版 この世界の楽しみ方
- アニメ 文豪ストレイドッグス小説版
- いつだって僕らの恋は10センチだった
- 好きになるその瞬間を
- 世界は恋に落ちている